# Sabra (film)
Pour les articles homonymes, voir Sabra.
Pour plus de détails, voir Fiche technique et Distribution.
Sabra, également connu sous le titre La mort est à la frontière (titre israélien : Moto Shel Yehudi) est un film franco-israélien réalisé par Denys de La Patellière, sorti en 1969 en Israël et en 1970 en France.

## Synopsis
Un jeune israélien est surpris dans un centre de communication arabe peu avant la fin de la guerre des Six Jours. Il se retrouve confronté à un inspecteur arabe.

## Fiche technique
- Titre : Sabra ou Israel Sabra ou La mort est à la frontiere[1],[2]
- Titre hébreu et italien : Moto Shel Yehudi
- Réalisation : Denys de La Patellière
- Scénario : Denys de La Patellière et Vahé Katcha d'après son roman La Mort d'un Juif
- Musique : Georges Garvarentz
- Photographie : Alain Levent
- Montage : Claude Durand
- Production : Gad Binetter, Gad Binter, Maurice Jacquin, Shlomo Mugrabi et Zvi Spielmann
- Société de production : Comacico, Fono Roma et Israfilm
- Société de distribution : Comacico (France)
- Pays :  France,  Italie et  Israël
- Durée : 90 minutes
- Dates de sortie: 
  - Israël : 1969
  - France : 29 avril 1970

## Distribution
- Akim Tamiroff : Inspecteur Mehdaloun
- Assi Dayan : David Shimon
- Jean Claudio : Kassik
- Azaria Rapaport : le docteur